# Tai chi chuan estilo Sun
O estilo Sun (孫氏) de Tai Chi Chuan foi desenvolvido pelo Mestre Sun Lutang (孫祿堂, 1861-1932), considerado um especialista também em dois outros estilos de artes marciais internas: Hsing-I Chuan (Xingyiquan) e Pa Kua Chang (Baguazhang).

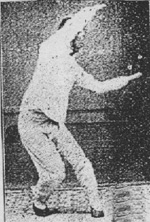
Baguazhang estilo Sun

Atualmente o estilo Sun é o quarto em popularidade e o quinto em antiguidade entre os cinco estilos familiares tradicionais de Tai Chi Chuan.
As características mais marcantes deste estilo são:
- seus pequenos movimentos circulares;
- posturas altas;
- e passos sutis.

O filho e a filha de Sun, Sun Cunzhou (孫存周, 1893-1963) , e Sun Jianyun (孫劍雲, 1914 - 2003) tornaram-se professores de Tai Chi Chuan, assim como a filha de Sun Cunzhou, Sun Shurong (孫淑容, 1918 - 2005), que ensinou em Beijing até sua morte.